# 東卡文德爾峰
47°26′41″N 11°25′17″E / 47.44472°N 11.42139°E

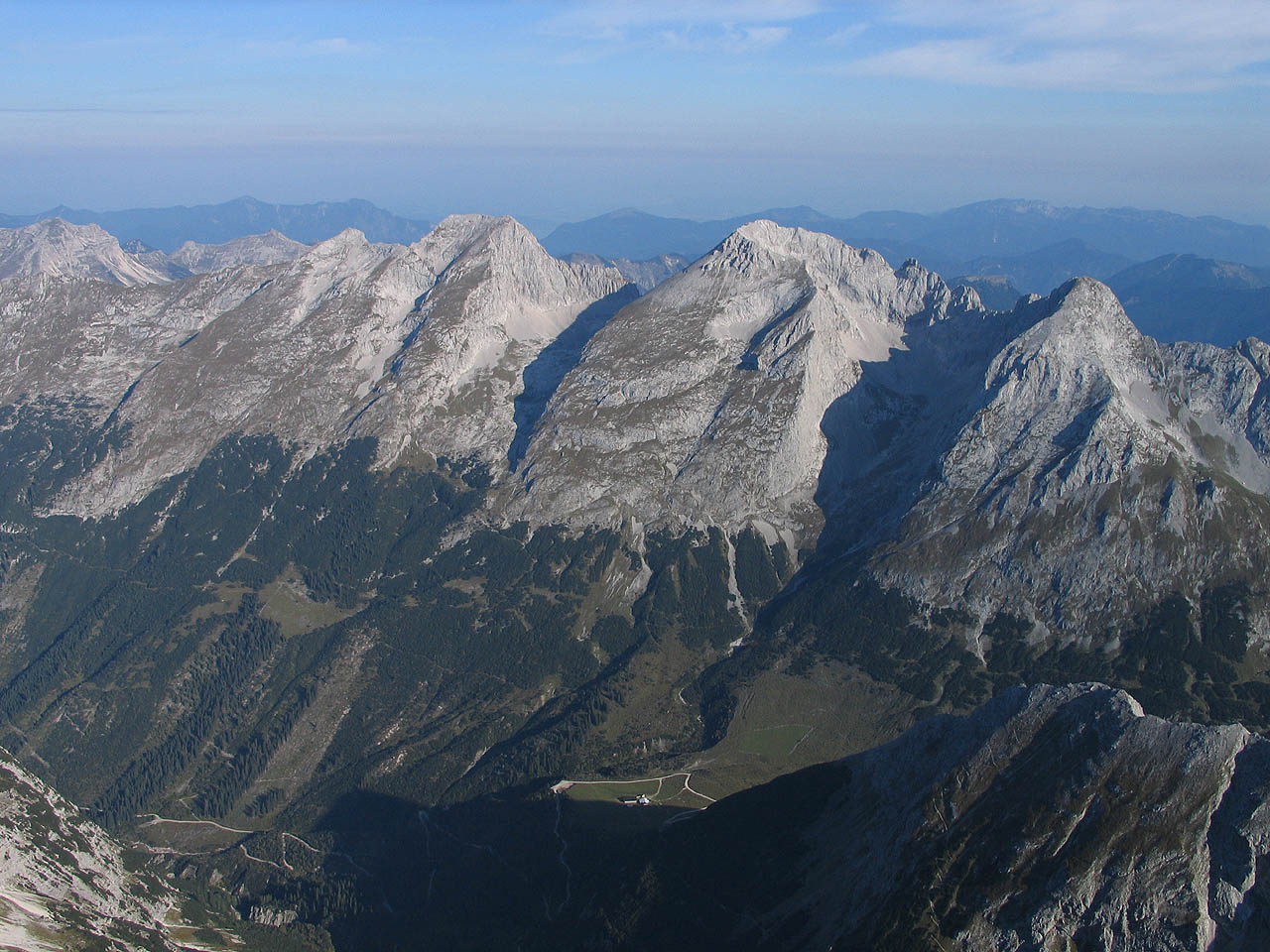

東卡文德爾峰（德语：Östliche Karwendelspitze）是中歐的山峰，位於奧地利和德國接壤的邊境，屬於卡文德爾山脈的一部分，海拔高度2,537米，每年平均降雨量1,666毫米，人類在1870年7月4日首次登頂。